# 나와 님리
나지와 님리(Najwa Nimri, 1972년 2월 14일 ~ )는 스페인의 배우, 가수이다. 요르단 혈통인 아버지와 나바라 지방 출신인 어머니 사이에서 태어났으며 빌바오에서 어린 시절을 보냈다. 1996년에는 카를로스 헤안(Carlos Jean)과 밴드 나와헤안(Najwajean)을 결성하기도 했다.